# إسحاق بارسونز
إسحاق بارسونز (بالإنجليزية: Isaac Parsons) هو سياسي أمريكي، ولد في 27 يناير 1752 في مقاطعة هامبشاير في الولايات المتحدة، وتوفي في 25 أغسطس 1796 بسبب غرق. حزبياً، نشط في الحزب الفيدرالي الأمريكي.